# Tuch

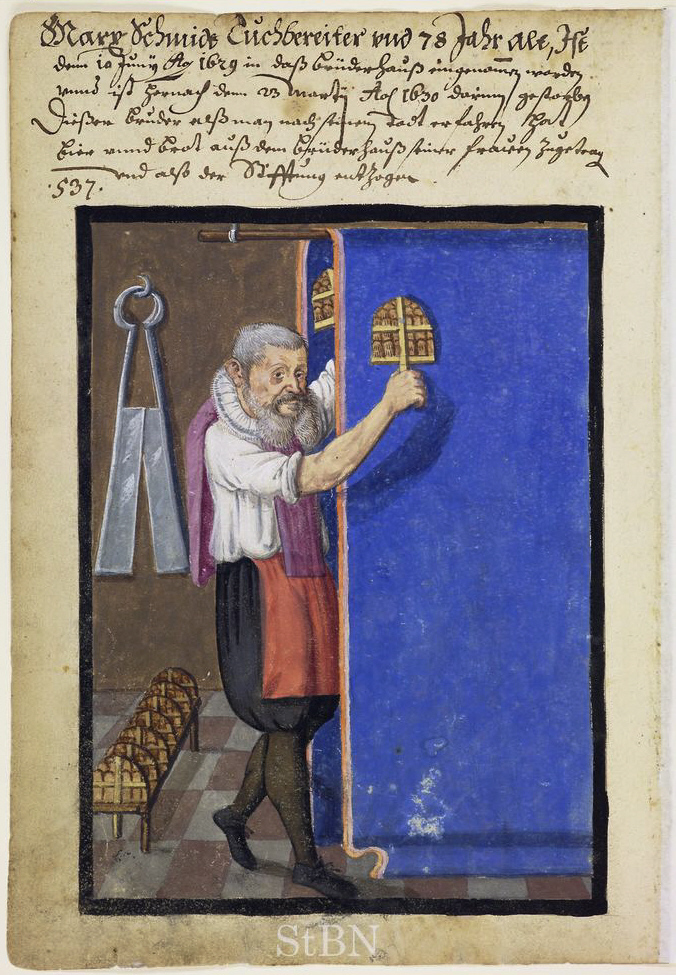
Der Tuchmacher Marx Schmidt beim Rauhen des Tuches mit der Kardierbürste, Nürnberg 1629. Links hinter ihm die Tuchschere.

Tuch (Plural: Tuche), von mittelhochdeutsch tuoch, bezeichnet ein Gewebe in Leinwand-, Köper- und seltener Atlasbindung. Als Material kommt meist Wolle zur Verwendung, entweder als Streichgarn oder mit Streichgarnschuss und einer Kette aus Kammgarn.
Darüber hinaus bezeichnet Tuch (Plural: Tücher) auch generell ein eckiges, konfektioniertes Stück Stoff, das in Größe und Material differieren kann, zum Beispiel  Handtuch, Kopftuch, Halstuch oder Taschentuch.
Wird das Streichgarngewebe durch Walken, Rauen, Scheren und Streichen derart veredelt, dass eine geschlossene Gewebeoberfläche ohne sichtbare Bindung entsteht, spricht man von der Tuchausrüstung.
Als Erkennungsmerkmal für hochwertige Tuche gelten der in Strich liegende Rauflor, das verdeckte Bindungsbild und der edle Glanz. Verarbeitet werden hochgekräuselte Merinowollen oft auch in Mischungen mit Chemiefasern (Polyesterfasern).
Die Tuche werden entweder nach dem Verwendungszweck (z. B. Uniform-Tuch) oder nach der Bindung (z. B. Satin-Tuch) oder nach der Art der Ausrüstung (zum Beispiel Melton-Tuch) bezeichnet.
Eingesetzt werden die Tuche für Anzüge, Kostüme, Mäntel und Jacken.

## Sprachgebrauch
In der Seemannssprache bezeichnet Tuch das Segeltuch oder die Segel im Allgemeinen.

## Tuchfabriken
- Tuchfabrik C. & F. Schnabel
- Tuchfabrik Schnabelsmühle (Hückeswagen)
- K.k. Feintuchfabrik Thys
- Königliches Lagerhaus
- Lodenwalker
- Tuchfabrik Müller
- Wolldeckenfabrik Weil der Stadt
- Tuchmacherhof Offermann
- Tuchfabrikanten in Cottbus
- Tuchwerk Aachen